# Carlos Vecchio
Carlos Alfredo Vecchio DeMarie (Caripe, Monagas, Venezuela, 6 de junio de 1969) es un político y abogado venezolano. Coordinador político nacional del partido Voluntad Popular. El 27 de enero de 2019 fue designado  mediante un Cabildo por Juan Guaidó como encargado de Negocios de Venezuela en Estados Unidos, cargo aceptado por el ex Secretario de Estado del país norteamericano Mike Pompeo.

## Biografía
Su padre, Rafael Vecchio, fue concejal del municipio Caripe por tres periodos consecutivos. Su madre, María Teresa DeMarie de Vecchio, era maestra de escuela, hija de Luis DeMarie, natural de Luri, Córcega, Francia. En 1987, Carlos Vecchio se mudó a Caracas donde estudió en la Universidad Central de Venezuela y se graduó de abogado. Posteriormente hizo un posgrado en Derecho Tributario en la Universidad de Georgetown y una maestría en Administración Pública en la Universidad de Harvard.

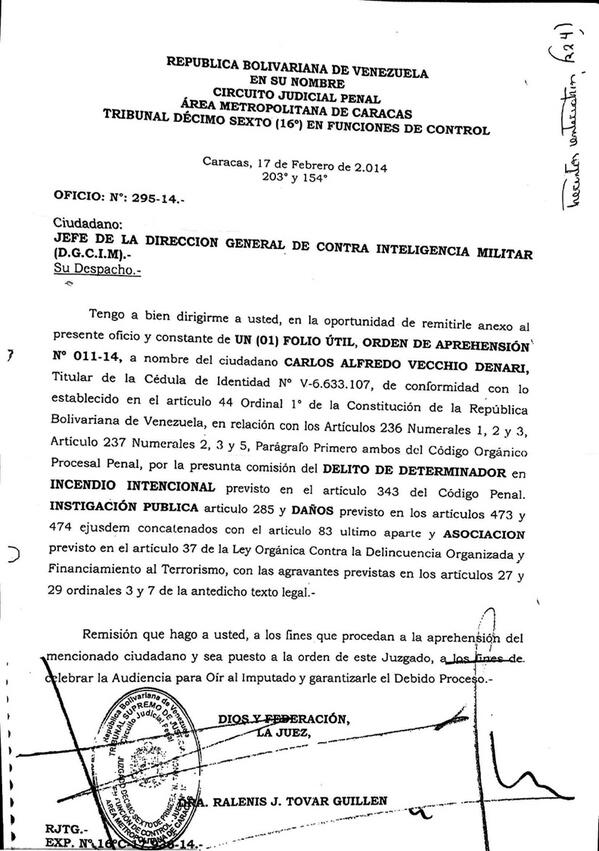
Orden de aprehensión de Carlos Vecchio.

Fue precandidato para la alcaldía de Chacao en 2008 y precandidato a diputado para la Asamblea Nacional en las primarias de la Mesa de la Unidad Democrática de 2010. 
El 27 de febrero de 2014, durante las manifestaciones en Venezuela de 2014, Voluntad Popular confirmó que había una orden de arresto, emitida el 17 de febrero por un tribunal de Caracas, para Carlos Vecchio. Al igual que el dirigente político Leopoldo López, Vecchio es acusado de incendio intencional, instigación pública, daños a la propiedad pública y privada y asociación para delinquir. Vecchio estuvo prófugo de la justicia venezolana durante 108 días. Luego se exilió a los Estados Unidos.
El 10 de febrero de 2015, en una entrevista con el periodista Jorge Ramos Ávalos de Univisión, Carlos Vecchio explicó que fue Leopoldo López, estando preso, quien decidió que Vecchio se escondiera para que se encargara del partido en la clandestinidad. También mencionó que Voluntad Popular determinó que Vecchio saliera de Venezuela "para denunciar la situación del país".
Luego de las sanciones de EE. UU. a inicios de noviembre de 2018 a Venezuela, por el lavado de dinero de la venta de oro extraído de las minas venezolanas;  Carlos Vecchio junto al diputado de la Asamblea Nacional Julio Borges remitió una carta pública al Banco de Inglaterra, para impedir la repatriación del oro nacional en sus bóvedas hacia Venezuela, para alertar sobre la corrupción del gobierno de Maduro y apoyar las sanciones emanadas por el Tesoro de los Estados Unidos, contra transacciones en oro con motivaciones “corruptas o engañosas.

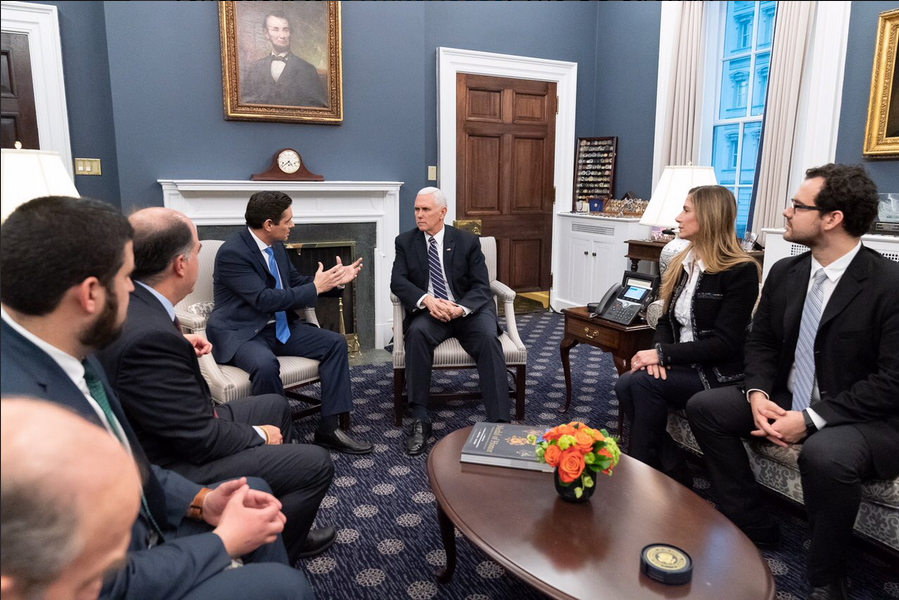
Vecchio reunido con Mike Pence en enero de 2019.

El 8 de abril de 2019 fue acreditado como el embajador de Venezuela del gobierno interino de Juan Guaidó, se hizo presente en el diálogo entre la oposición y el chavismo el 13 de agosto de 2021 en la Ciudad de México, como integrante de la delegación de la oposición representando a Voluntad Popular.
El 13 de agosto de 2021 Vecchio participa en el diálogo entre la Plataforma Unitaria (que incluye al gobierno interino de Juan Guaidó) y el gobierno de Nicolás Maduro en la Ciudad de México con la firma de un "memorándum de entendimiento" inicial entre los delegados Gerardo Blyde (opositor) y aunque de no muy buen agrado de Jorge Rodríguez Gómez (Chavista) ante la presencia de Dag Nylander, principal representante del Reino de Noruega, Vecchio como embajador de Venezuela en EE.UU. se retira para el segundo encuentro quien es reemplazado por Freddy Guevara por presión del gobierno de Maduro, amenaza de no presentarse su comité en la segunda ronda.
En una carta pública expresó: 

“desde la Embajada de Venezuela en los Estados Unidos hemos consolidado el apoyo bipartidista a favor de la lucha de los venezolanos, hemos protegido activos como CITGO de la corrupción criminal del régimen, canalizamos la necesaria ayuda humanitaria para los venezolanos e impulsamos importantes mecanismos de presión sobre la dictadura de Maduro como sanciones individuales contra los corruptos y violadores de derechos humanos; todo esto siempre con el objetivo de lograr la restitución de la libertad y la democracia”. “hoy no existen condiciones para ningún proceso electoral en Venezuela. Las elecciones a la medida de Maduro nos han traído a la crisis social, política y humanitaria de hoy”.
Carlos Vecchio

## Publicaciones
- Vecchio, Carlos (19 de junio de 2018). Libres: El nacimiento de una nueva Venezuela. Círculo Editorial Visión Progresista / Editorial Dahbar / Cyngular Asesoría 357, C.A. (con prólogo de Luis Almagro).[12]